# Aeroportul Pincher Creek
Aeroportul Pincher Creek (IATA: WPC, ICAO: CZPC) este un aeroport din Alberta, Canada. Aeroportul a fost tranzitat în 2012 de 0 pasageri.
Situat la o altitudine de 1.190 m, aeroportul dispune de o singură pistă.